# José Nino Gavazzo
José « Nino » Gavazzo, né le 2 octobre 1939 et mort le 26 juin 2021, est un colonel de l'armée uruguayenne, membre du SID (Service d'intelligence de la Défense) .

## Biographie
Chef de la branche uruguayenne de l'Opération Condor, il aurait notamment pris part à la disparition forcée de la belle-fille du poète Juan Gelman en 1976.
Aux côtés des militaires Ricardo Arab, Luis Maurente, Gilberto Vázquez et du policier Ricardo Medina, il a été condamné en première instance sous le gouvernement Vázquez dans le cadre du procès sur le « second vol », qui désigne un transfert illégal de personnes enlevées en Argentine et détenues au centre clandestin de détention du garage Orletti vers le centre du SID en Uruguay.